# .xyz
.xyz es un nombre de Dominio de nivel superior genérico.   Fue propuesto en el Programa de Dominio de nivel superior genérico de ICANN, y estuvo disponible al público general el 2 de junio de 2014. XYZ.com Y CentralNic son los registradores del dominio.

## Adopción
En noviembre de 2015, .xyz alcanzó 1,5 millones de registros de nombres de dominio, posiblemente impulsado en parte por la decisión de Google de usar abc.xyz para su sitio web corporativo (Alphabet Inc.), una de las primeras corporaciones importantes en usar el dominio.
En enero de 2016, .xyz era el sexto nombre de dominio más registrado en Internet. En junio de 2016, .xyz era el cuarto nombre de dominio de nivel superior genérico (gTLD) más registrado en Internet, después de .com, .net y .org.

## Clase 1.111B
El 1 de junio de 2017, .XYZ lanzó los dominios .xyz de clase 1.111B que son dominios baratos con un precio de US$ 0,99 por año y renovados por el mismo precio. Son combinaciones numéricas de 6, 7, 8 y 9 dígitos entre 000000.xyz y 999999999.xyz. Daniel Negari, CEO de .XYZ dijo que es para traer competencia, opciones e innovación al mercado.